# André Bissonnette
Pour l’article homonyme, voir Bissonnette.
André Bissonnette (né le 25 juin 1945) est un homme d'affaires et homme politique fédéral du Québec.

## Biographie
Né à Saint-Jean-sur-Richelieu dans la région de la Montérégie, il devient député du Parti progressiste-conservateur du Canada dans la circonscription fédérale de Saint-Jean en 1984. 
Devenu ministre d'État affecté aux Petites entreprises de 1984 à 1986 et au Transport de 1986 à 1987, il dut démissionner de son ministère en 1987 lorsqu'il fut appris publiquement qu'il était sous enquête de la Gendarmerie royale du Canada dans une affaire de spéculation de terrain dans sa circonscription. Cette affaire concernait la vente d'un terrain situé à Saint-Jean-sur-Richelieu à la compagnie d'armes Oerlikon Contraves. Bissonnette est formellement accusé dans cette affaire, mais acquitté par un jury. Il ne se représente pas en 1988.